# ب‌ام‌و آی۴
ب‌ام‌و آی۴ یک سدان کاملاً برقی چهار در سبک فست‌بک است که توسط شرکت خودروسازی ب‌ام‌و تولید می‌شود و به عنوان کوپه چهار در با فروش در سال ۲۰۲۱ به بازار عرضه می‌شود. این خودرو اولین بار به عنوان یک خودروی مفهومی به نام i Vision Dynamics در نمایشگاه اتومبیل فرانکفورت ۲۰۱۷ رونمایی شد. آی۴ پنجمین مدل زیر برند ب‌ام‌و آی و تا سال ۲۰۲۳ یکی از ۲۵ مدل برقی ب‌ام‌و است.